# Klaus-Dieter Gröhler
Pour les articles homonymes, voir Gröhler.
Klaus-Dieter Gröhler, né le 17 avril 1966 à Berlin-Wilmersdorf, est un homme politique allemand, membre du parti Union chrétienne-démocrate d'Allemagne. 
De 2013 à 2021, il est élu au Bundestag.